# Ниорканы
Ниорканы также Нёркань (рум. Niorcani) — село в Сорокском районе Молдавии. Наряду с сёлами Старая Татаровка, Дечебал, Новая Слободзея, Новая Татаровка и Толоканешты входит в состав коммуны Старая Татаровка.

## История
С февраля 1986 года по январь 1992 года носило название Поеница.

## География
Село расположено на высоте 224 метра над уровнем моря.

## Население
По данным переписи населения 2004 года, в селе Неркань проживает 524 человека (244 мужчины, 280 женщин).
Этнический состав села:
| Национальность | Число жителей | Процентный состав |
| -------------- | ------------- | ----------------- |
| молдаване      | 510           | 97,33             |
| украинцы       | 6             | 1,15              |
| русские        | 6             | 1,15              |
| гагаузы        | 2             | 0,38              |
| Всего          | 524           | 100 %             |